# Modulair onderwijs
Modulair onderwijs is een organisatievorm in het onderwijs die afwijkt van het traditionele leerjaren-traject.

## Opbouw
Bij modulair onderwijs wordt de leerstof opgedeeld in opleidingsonderdelen of modules, die afzonderlijk kunnen gevolgd worden, en waarvoor telkens een "deel-attest" wordt uitgereikt. Wie alle modules van de opleiding met succes heeft doorlopen behaalt het diploma voor die opleiding. Daardoor wordt een soepeler leertraject mogelijk. Zo kan men bijvoorbeeld van bepaalde modules worden vrijgesteld, als die al in een vorige opleiding vervat zaten.

## Voorbeelden
- Dit modulair systeem werd bij wijze van proef in 2002-2003 in het Vlaamse Beroepssecundair onderwijs toegepast in enkele studierichtingen van de derde graad. Autotechnieken werd bijvoorbeeld opgedeeld in modules "motoren", "ophanging en remmen", "auto-elektriciteit", "theoretisch-technische autotechniek", "wiskunde", "taalbeheersing", "beroepseconomie en bedrijfsvoering". Een leerling die bijvoorbeeld moeite heeft met de Nederlandse taal, kan zo toch een attest van praktisch-technische autotechnische kennis bekomen. Of een andere doorloopt alle modules, maar is niet geïnteresseerd om een eigen zaak te starten en laat dan de laatste module weg. Het Ministerie van Onderwijs heeft deze proef met modulair onderwijs niet verder uitgebreid, voornamelijk omdat dit voor de scholen grote organisatorische problemen meebracht.
- In het volwassenenonderwijs daarentegen is het modulair systeem zo goed als veralgemeend.
  - De opleiding lassen bestaat bijvoorbeeld uit drie modules die leiden tot het deelattest "hoeklasser", zes modules die leiden tot het deelattest "plaatlasser" en zes modules die leiden tot het deelattest "buislasser". De afzonderlijke modules betreffen de verschillende lastechnieken (gassmeltlassen, elektrisch lassen, fotolassen,...). Wie de drie deelattesten behaalt, bekomt het diploma lasser op het niveau "hoger secundair beroepsonderwijs". Deze modules worden op verschillende momenten georganiseerd, zodat de cursist kan opteren voor een snel traject, en alle modules op één schooljaar afwerken, of op zijn eigen tempo (bijvoorbeeld 1 x per week) er drie jaar over doen.